# 愛知県道423号堀切中山線
愛知県道423号堀切中山線（あいちけんどう423ごう ほりきりなかやません）は、愛知県田原市内を通る一般県道である。

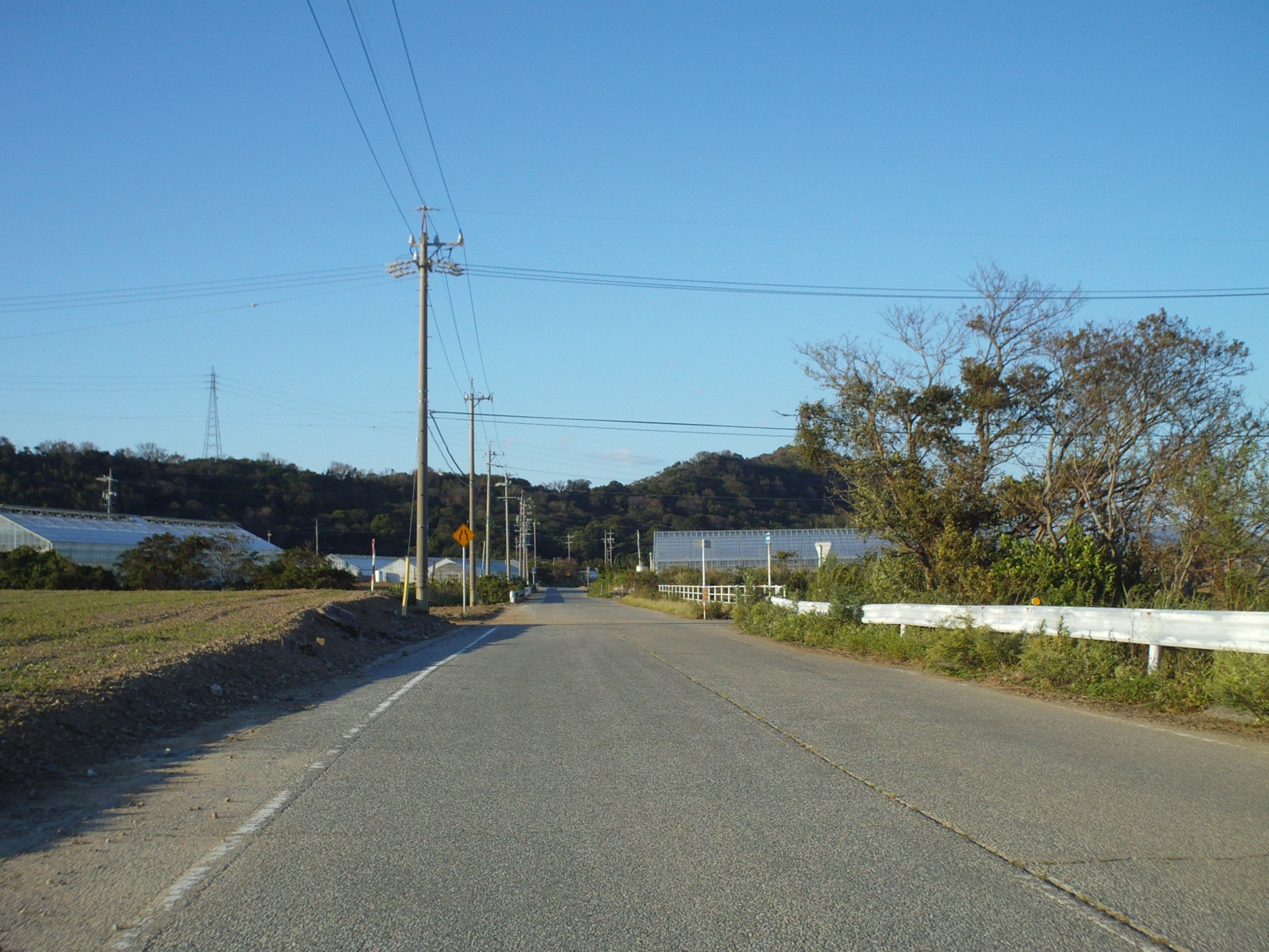
初立池の裏方付近（2011年9月）

## 概要

### 路線データ
- 起点：愛知県田原市堀切町（愛知県道2号豊橋渥美線交点）
- 終点：愛知県田原市中山町（愛知県道421号小中山保美線交点）

## 沿革
- 1959年12月15日 認定

## 接続する道路
- 愛知県道2号豊橋渥美線（堀切公民館前交差点）
- 国道259号（田原街道）（亀山町交差点・田原市亀山町内間で重複）
- 愛知県道421号小中山保美線（中山小学校前交差点）

## 沿線
- 初立池
- 田原市立亀山小学校
- 田原市立中山小学校